# Badischer Hof (Tauberbischofsheim)

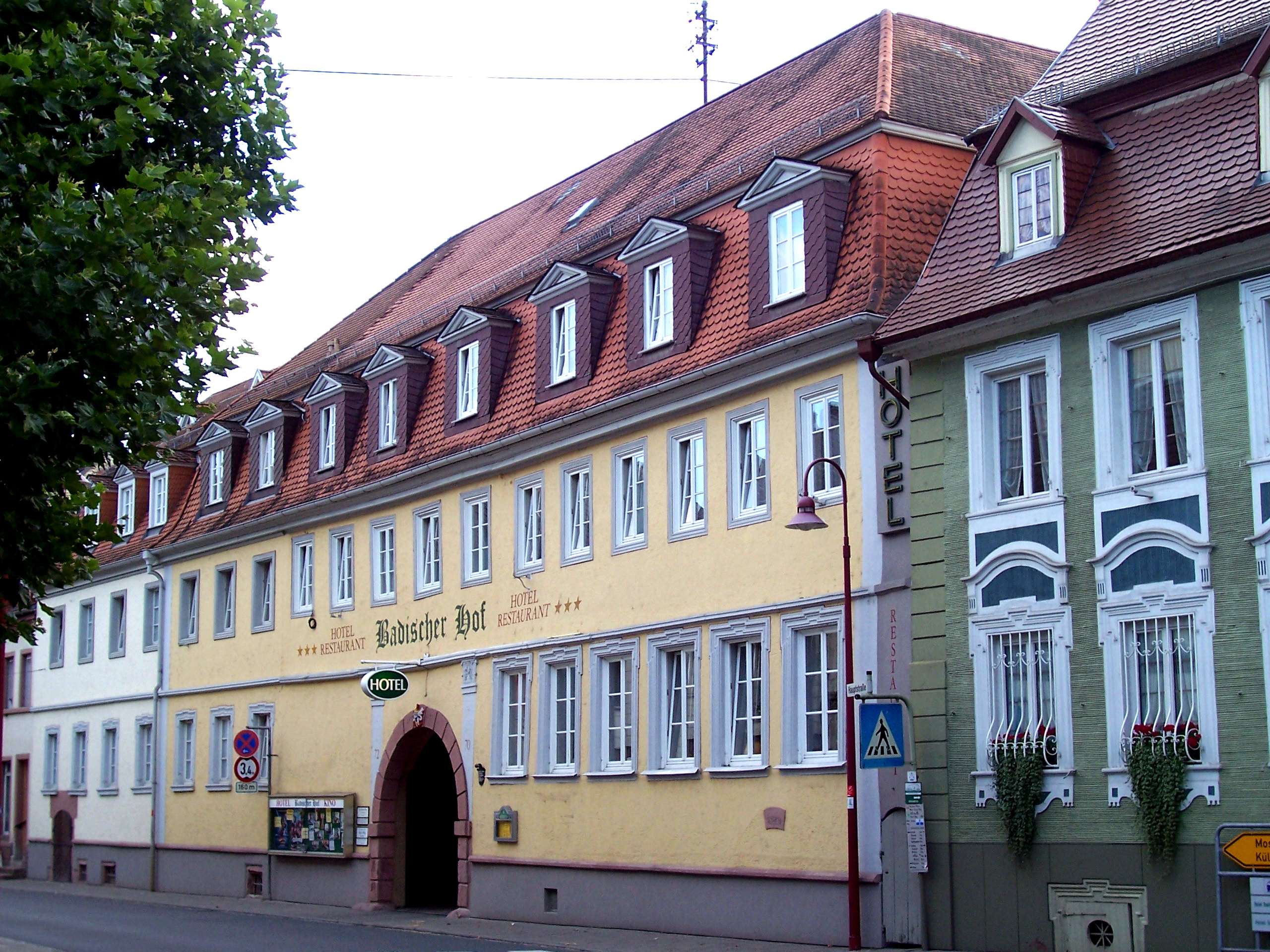
Badischer Hof (2013)

Der Badische Hof ist das älteste Hotel sowie ein Restaurant und Filmtheater in Tauberbischofsheim. Das Gebäude wurde als Adelshof des Ritters Anton Phillip von Fleischmann im Jahre 1733 erbaut und diente später als großherzogliche badische Poststallmeisterei. Um 1811 erhielt es seinen heutigen Namen, 1894 wurde ein Saalbau mit großen Bogenfenstern angebaut. Das Haus wurde äußerlich originalgetreu erhalten und befindet sich seit acht Generationen im Besitz der Familie Derr. Es steht unter Denkmalschutz.